# 留坎
留坎（挪威語：Rjukan）是挪威泰勒马克郡蒂恩市镇的城镇及其行政中心。2022年时人口数量为3,003人。
留坎最初建于1905年至1916年间，其初衷为挪威海德鲁公司（Norsk Hydro ASA）在此发展硝酸钾工业。挪威海德鲁选此为厂址的主要原因是留坎有著名的留坎瀑布（其落差为104米）可用于水力发电，以获取生产所需的大量电能。
在第二次世界大战期间，留坎为德国的重水生产地。由于重水被认为是制造原子弹的重要原材料，英国先后两次派遣特别行动队前往德国占领中的挪威留坎，以协助挪威反法西斯组织阻止德国获取重水。其行动包括炸毁重水工厂和炸沉载有重水的渡轮。此举被认为有效的阻止了德国的原子弹的研制。英国于1965年根据此次行动，拍摄了电影《泰勒马克的英雄》。
四面环山的留坎，每年9月下旬到次年2月上旬都没有阳光直射，居民只能坐缆车到山顶晒太阳。政府在2013年投资500万挪威克朗在山上安装了3面能自动调整角度的大反光镜，以将阳光反射到中心广场上。

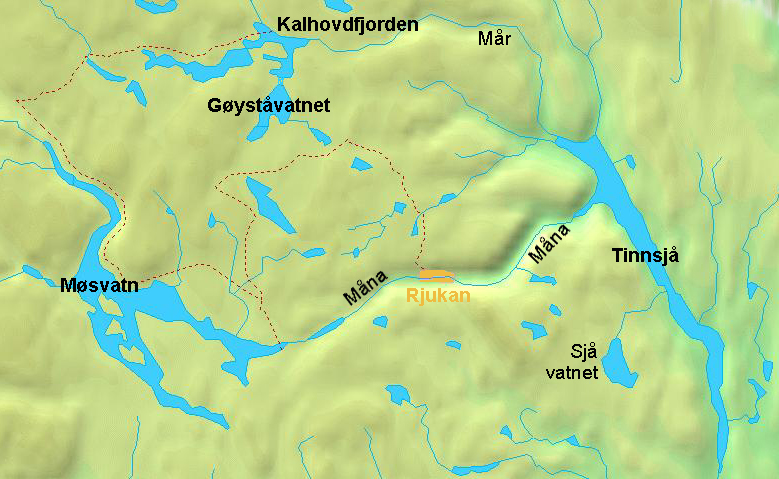
图为留坎的地理位置，其位于湖以东，湖以西
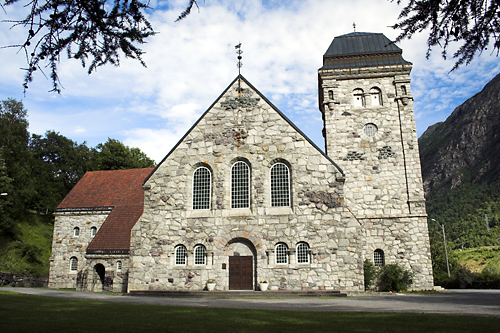
留坎教堂